# Weißbachmühle
Weißbachmühle (fränkisch: Waisbaxmühl) ist ein Gemeindeteil der Stadt Merkendorf im Landkreis Ansbach (Mittelfranken, Bayern). Weißbachmühle liegt in der Gemarkung Merkendorf.

## Geographie
Nördlich der Einöde mündet der Speckgraben in einen Weiher, der als Naturfreibad genutzt wird. Beim Ort entspringt der Weißbach, ein linker Zufluss des Braungartenbachs. Circa einen Kilometer westlich befindet sich die Flur Kreuth, circa einen Kilometer nordwestlich die Flur Langeck.  Der Ort liegt an einer Gemeindeverbindungsstraße, die nach Willendorf (1,3 km westlich) bzw. nach Merkendorf zur Staatsstraße 2220 führt (0,7 km östlich).

## Geschichte
Die Weißbachmühle wurde 1437 erstmals urkundlich erwähnt. In der Urkunde erlaubt Markgraf Friedrich von Brandenburg dem Kloster Heilsbronn den Bau einer neuen Mühle „vnter des Schonmans weyer an dem Weischpach Bey Mirckendorf gelegen“. Nach der Säkularisierung des Klosters in der Reformation unterstand sie dem nunmehr brandenburg-ansbachischen Verwalteramt Merkendorf. Während des Dreißigjährigen Krieges verödete das Anwesen. 1641 konnte es für 56 fl. an einen Herrn Hönig wieder verkauft und besetzt werden.
Gegen Ende des 18. Jahrhunderts gehörte die Weißbachmühle zu Merkendorf. Sie hatte weiterhin das Verwalteramt Merkendorf als Grundherrn. Unter der preußischen Verwaltung (1792–1806) des Fürstentums Ansbach erhielt die Weißbachmühle bei der Vergabe der Hausnummern die Nr. 139 des Ortes Merkendorf. Von 1797 bis 1808 unterstand der Ort dem Justiz- und Kammeramt Windsbach.
Im Rahmen des Gemeindeedikts wurde die Weißbachmühle dem 1808 gebildeten Steuerdistrikt Gerbersdorf und der 1810 gegründeten Ruralgemeinde Gerbersdorf zugeordnet. Nach 1820, jedoch spätestens 1824, wurde die Weißbachmühle in die Munizipalgemeinde Merkendorf umgemeindet; 1824 gehörte die Weißbachmühle zur Munizipalgemeinde Merkendorf.
Bis ins 20. Jahrhundert hinein wurde dort Mehl gemahlen. Zur Weißbachmühle gehört ein Naturfreibad, das 1969 angelegt und ein Jahr später eröffnet wurde. Es wird vom Speckgraben gespeist. Von 2007 bis 2018 sanierte die Stadt Merkendorf das Naturfreibad grundlegend und eröffnete es unter dem Namen „Freizeitzentrum Weißbachmühle“ wieder. Ein neues Kiosk- und Sanitärgebäude wurde errichtet sowie ein Wohnmobilstellplatz angelegt.

### Einwohnerentwicklung
| Jahr      | 001824 | 001840 | 001871 | 001885 | 001900 | 001925 | 001950 | 001961 | 001970 | 001987 | 002006 | 002010 | 002014 | 002020 |
| Einwohner | 4      | 6      | 9      | 5      | 9      | 5      | 13     | 11     | 8      | 6      | 4      | 2      | 2      | 2      |
| Häuser    | 1      | 1      |        | 2      | 2      | 1      | 2      | 2      |        | 1      |        |        |        |        |
| Quelle    | [ 14 ] | [ 15 ] | [ 16 ] | [ 17 ] | [ 18 ] | [ 19 ] | [ 20 ] | [ 21 ] | [ 22 ] | [ 23 ] | [ 24 ] | [ 1 ]  | [ 25 ] | [ 1 ]  |

## Religion
Der Ort ist seit der Reformation evangelisch-lutherisch geprägt und bis heute nach Unserer Lieben Frau (Merkendorf) gepfarrt. Die Einwohner römisch-katholischer Konfession sind nach Liebfrauenmünster (Wolframs-Eschenbach) gepfarrt.

## Wanderwege
Durch die Weißbachmühle verläuft der Rundwanderweg Zwei-Städte-Weg, der die beiden Nachbarstädte Merkendorf und Wolframs-Eschenbach verbindet.